# Étienne Diemunsch
Étienne Diemunsch (Fay-sur-Lignon, 10 de abril de 1988) es un deportista francés que compitió en duatlón. Ganó una medalla de plata en el Campeonato Mundial de Duatlón de 2014.

## Palmarés internacional
| Campeonato Mundial | Campeonato Mundial   | Campeonato Mundial | Campeonato Mundial |
| Año                | Lugar                | Medalla            | Prueba             |
| ------------------ | -------------------- | ------------------ | ------------------ |
| 2014               | Pontevedra ( España) | Medalla de plata   | Individual         |